# اوریل (کمون)
اوریل (به فرانسوی: Avrillé) یک کمون است که در استان پی دو لا لوآر در شهرستان وانده در غرب فرانسه قرار دارد.

## ترابری

### جاده
جاده‌های D19، D105، D130، D949 و D949A از کمون عبور می‌کنند.